# 매신라물해
매신라물해(買新羅物解)는 일본에 온 신라 사람에게 물건을 사기 위한 물품 목록으로, 당시 두 나라 간의 교류를 연구하는 데 좋은 자료가 된다. 일본의 정창원에 소장 중인 6폭의 토리게리츠죠 병풍의 배면지로 쓰인 문서가 병풍의 수리를 위해 해체하는 도중 발견되었고 이들을 매신라물해라고 부르며 8세기 신라와 일본의 관계를 말해주는 1차 사료로 중시되게 되었다.